# مرز روسیه–جمهوری آذربایجان
مرز روسیه و جمهوری آذربایجان مرزی میان کشورهای روسیه و جمهوری آذربایجان به‌طول ۲۸۴ کیلومتر است که در جنوبی‌ترین ناحیه کشور روسیه قرار دارد. پیش از سال ۱۹۹۱ میلادی مرزی میان جمهوری فدراتیو سوسیالیستی روسیه شوروی (از جمله جمهوری سوسیالیستی داغستان) و جمهوری شوروی سوسیالیستی آذربایجان وجود داشت.

## تاریخچه
این مرز با قراردادی که در ۳ اکتبر ۲۰۱۰ در باکو منعقد شده است، تعیین شده است. این ماده طبق ماده ۷، تاریخ مبادله اسناد تصویب (۱۸ ژوئیه ۲۰۱۱) لازم‌الاجرا شد. 
خط مرزی کشیده‌شده باعث انتقاد نمایندگان دومای دولتی از حزب کمونیست فدراسیون روسیه شد، در این میان رئیس ناحیه داغستان گفت که «داغستان حکومتی نیست که چیزی از دست نداده باشد، بلکه چیزهای بیشتری کسب کرده است».

## بررسی کلی
ترافیک جاده‌ای، ریلی و عابر پیاده میان روسیه و جمهوری آذربایجان از طریق چندین پاسگاه وارسی و کنترل می‌شود. این مرز به سه بخش تقسیم می شود: ناحیه کوهستانی و مرتفع، ناحیه مجاور رودخانه سامور و زمین جلگه‌ای و پست مجاور ساحل (دلتای رود رود سامور در پست‌بوم کاسپین). همچنین نواحی مرزی دارای حصار مجهز به امکانات فنی از جمله سیم خاردار، حسگر و دوربین است.